# 2-ホルミル安息香酸デヒドロゲナーゼ
2-ホルミル安息香酸デヒドロゲナーゼ(2-Formylbenzoate dehydrogenase, EC 1.2.1.78)は、系統名を
2-ホルミル安息香酸:NAD+ オキシドレダクターゼ(2-formylbenzoate:NAD+ oxidoreductase)という酵素である。2-carboxybenzaldehyde dehydrogenase、2CBAL dehydrogenase、PhdK等とも呼ばれる。この酵素は、以下の化学反応を触媒する。
2-ホルミル安息香酸 + NAD+ + H2O {\displaystyle \rightleftharpoons } o-フタル酸 + NADH + H+
この酵素は、フェナントレンの分解に関与している。